# Sajinka
Sajinka (ukr. Саїнка, hist. Sainka) – wieś na Ukrainie w rejonie czerniweckim obwodu winnickiego, nad Murafą.

## Dwór
- piętrowy[1] dwór wybudowany przez Dłuskich lub wcześniej istniał w XIX w.[2]. Od frontu dwór posiadał szczyty zębate, wewnątrz bibliotekę z 5.000 książek; obok park[1].

## Urodzeni
- Aleksander Mańkowski - urodzony w 1855, pisarz.
- Piotr Mańkowski - urodził się w miejscowości w 1866, polski duchowny rzymskokatolicki, biskup kamieniecki, arcybiskup enejski.